# Яїр
Яїр (івр. יאיר) — єврейське ім'я, означає «він буде світити». Яїр у Торі — онук Йосипа ( Дварим 3:14).